# تبوعة ملكة العرب
الملكة تبوعة هي إحدى ملكات مملكة قيدار، وقد ذكرتها النصوص الآشورية بعد أن قبض عليها سنحاريب ملك آشور (705 قبل الميلاد ~ 681 قبل الميلاد) مع الملكة تلهونة في سنة 688 قبل الميلاد. عُينت في عهد آسرحدون (681 قبل الميلاد ~ 669 قبل الميلاد) ملكة مع الملك حزائيل على مملكة قيدار.

## المصدر
- موسوعة المملكة العربية السعودية: منطقة الجوف: التطور التاريخي: عصور ما قبل الإسلام.